# Ягупов Ігор Петрович
Ігор Петрович Ягупов (рос. Игорь Петрович Ягупов; нар. 13 жовтня 1965, Тула) – російський шахіст, гросмейстер від 2003 року.

## Шахова кар'єра
На міжнародній арені почав виступати після розпаду СРСР, досягнувши значних успіхів наприкінці 1990-х років. 1999 року переміг на турнірі за круговою системою в Аарсі, а під час меморіалу Михайла Чигоріна в Санкт-Петербурзі виконав першу гросмейстерську норму. Ще два він вигравав у Лінаресі (2000, турнір Anibal Open) і Москві (2002, турнір Аерофлот опен-А). До інших його турнірних успіхів належать одноосібні перемоги в Тулі у 2003 і 2005 роках.
Найвищий рейтинг Ело в кар'єрі мав станом на 1 липня 2006 року, досягнувши 2559 очок ділив то 51-52-ге місце серед російських шахістів.

## Зміни рейтингу
| На цьому місці має відображатися графік чи діаграма, однак з технічних причин його відображення наразі вимкнено. Будь ласка, не видаляйте код, який викликає це повідомлення. Розробники вже працюють для того, щоби відновити штатне функціонування цього графіка або діаграми. | |
| | На цьому місці має відображатися графік чи діаграма, однак з технічних причин його відображення наразі вимкнено. Будь ласка, не видаляйте код, який викликає це повідомлення. Розробники вже працюють для того, щоби відновити штатне функціонування цього графіка або діаграми. |